# Emblematiek
Emblematiek is het toevoegen van illustraties bij teksten.
Het genre is in de zestiende eeuw ontstaan in Italië. Indertijd was het in de mode om gebouwen, gebruiksvoorwerpen en kleding te voorzien van een zogenaamd devies. Dit bestond uit een afbeelding en een spreuk, die het ideaal of de levenswijze van de eigenaar of drager weergaf. 
De Italiaanse schrijver en jurist Andrea Alciato (1492-1550) schreef in 1531 een boek met 104 epigrammen (korte gedichtjes). Elk epigram voorzag hij van een spreuk die refereerde aan de diepere betekenis van het gedicht. Toen zijn boek Emblematum liber in 1531 gepubliceerd werd, bleek dat de uitgever zonder medeweten van Alciato plaatjes had toegevoegd. Daarmee was het embleem geboren; de combinatie van een epigram (subscriptio), een spreuk (motto) en een plaatje (pictura).